# Jean Marchat
Jean Marchat (Grigny, 8 giugno 1902 – Neuilly-sur-Seine, 2 ottobre 1966) è stato un attore e direttore teatrale francese.

## Biografia
Jean Marchat nacque a Grigny, un comune situato nella Metropoli di Lione della regione Alvernia-Rodano-Alpi, l'8 giugno 1902.
Durante la sua carriera artistica svolse sia l'attività di attore teatrale sia quella di attore cinematografico.
Formatosi alla scuola di Charles Dulline studente di Leitner al Conservatoire, esordì in teatro nel 1927 con la Comédie-Française, rivelandosi un importante attore e regista teatrale, fondatore nel 1932 di una sua compagnia, il Rideau de Paris, con la quale interpretò opere di Pierre Corneille, Charles Péguy, André Gide, Jean Giraudoux, Prosper Mérimée e molti altri.
Si dimise dalla Comédie-Française nel 1931, in seguito a una disputa con l'amministratore Émile Fabre, assumendo il ruolo di co-direttore teatrale del Theatre des Mathurins, dal 1939 fino alla morte di Marcel Herrand nel 1953. In questi anni il suo repertorio si dimostrò versatile, spaziando dalle commedie di Molière (Il Tartuffo, Il misantropo) alle tragedie di Jean Racine (Britannico), fino alle opere più contemporanee di Stève Passeur (Je vivrai un grand amour), Albert Camus (Il malinteso), Jean-Paul Sartre (Morti senza tomba), Jean Genet (Haute Surveillance).
Le sue interpretazioni si caratterizzarono per l'eleganza, la presenza scenica e la voce morbida, che gli consentirono di recitare in una grande varietà di ruoli, da quelli classici, come l'Antigone di Sofocle a quelli contemporanei, come L'Annuncio a Maria di Paul Claudel, l'Electra di Giraudoux, i Sei personaggi in cerca d'autore di Luigi Pirandello.
Ha diretto la Giovanna d'Arco di Charles Péguy, Il ritorno del figliol prodigo di André Gide, Bajazet di Racine, Poliuto e La morte di Pompeo di Corneille.
Non sempre i successi ottenuti sul palcoscenico li ebbe anche nel cinema, dove tra i lavori più interessanti possiamo menzionare la sua partecipazione nei film Perfidia (1945) e Les Dames du bois de Boulogne (1945) di Robert Bresson.
Nel 1942 ha inoltre lavorato con André Zwobada per la realizzazione del film Croisières sidérales.
Nel cinema collaborò con numerosi registi, tra i quali Robert Vernay, Jean Grémillon e Sacha Guitry.
In particolare, si distinse nei ruoli di personaggi negativi, come un aristocratico arrogante, un criminale di classe superiore, una spia o in figure di autorità come il giudice, il pubblico ministero, il vescovo, il generale e il nobile.
Jean Marchat morì all'età di sessantaquattro anni il 2 ottobre 1966.

## Teatro
- Les Noces d'argent di Paul Géraldy, Comédie-Française (1928);
- Moi d'Eugène Labiche e Édouard Martin, Comédie-Française (1930);
- La Folle du ciel d'Henri-René Lenormand, Théâtre des Mathurins (1936);
- Giulio Cesare di William Shakespeare, Théâtre de l'Atelier (1937);
- Mademoiselle de Panama di Marcel Achard, Théâtre des Mathurins, (1942);
- Il Tartuffo di Molière, Théâtre des Mathurins (1945);
- Au petit bonheur di Marc-Gilbert Sauvajon, Théâtre Gramont (1945);
- Héloïse et Abélard di Roger Vaillant, Théâtre des Mathurins (1949);
- Sei personaggi in cerca d'autore di Luigi Pirandello, Comédie-Française (1953);
- Saül d'André Gide, Comédie de Provence (1954);
- Est-il bon ? Est-il méchant ? di Denis Diderot, Comédie-Française (1955);
- Mademoiselle di Jacques Deval, Comédie-Française (1957);
- Poliuto di Corneille, Comédie-Française (1960).

## Filmografia
- La marcia nuziale, regia di Mario Bonnard (1934)
- Marie des Angoisses, regia di Michel Bernheim (1935)
- Mermoz, regia di Louis Cuny (1943)
- Perfidia (Les Dames du Bois de Boulogne), regia di Robert Bresson (1945)
- Les caves du Majestic, regia di Richard Pottier (1945)
- Napoleone Bonaparte (Napoléon), regia di Sacha Guitry (1955)
- La Rue des bouches peintes, regia di Robert Vernay (1955)
- L'Ambitieuse, regia di Yves Allégret (1959)
- Il passaggio del Reno (Le Passage du Rhin), regia di André Cayatte (1960)
- La congiura dei potenti (Le Miracle des loups), regia di André Hunebelle (1961)